# Un monde à nous
Pour plus de détails, voir Fiche technique et Distribution.
Un monde à nous est un film français réalisé par Frédéric Balekdjian, sorti le 16 juillet 2008 en France.

## Synopsis
Marc et son fils Noé viennent d'emménager dans une nouvelle ville et ont donc changé de maison. Cependant, le jeune garçon est coaché par son père qui cherche à le protéger d'un quelconque danger. En effet, derrière sa posture de père normal, Marc cache un passé bien chargé.

## Fiche technique
- Musique : Erwann Kermorvant
- Décors : Jean-Luc Raoul
- Costumes : Annie Perier Bertaux
- Photographie : Cyril Contejean
- Montage : Mike Fromentin
- Production : Amandine Billot et Christine Rouxel
- Format : couleur - 2,35:1 - 35 mm - DTS
- Langue : français

## Distribution
- Édouard Baer : Marc.
- Anton Balekdjian : Noé, le fils de Marc.
- Nassereba Keita : Marine.
- Mariame Gaye : Sonia, la mère de Marine.
- Philippe Lefebvre : Eric, le beau-père de Marine, "flic".
- Julien Frison : Lucas.
- Xavier Maly : Vasquez.
- Morgan Pierrard :  Nils.
- Jean-François Stévenin : le supérieur d'Eric.
- Alain Chabat : le professeur d'anglais.
- Véronique Gallet : la jeune professeur.
- Simon Abkarian : l'oncle de Noé (voix).

## Autour du film
- Un leitmotiv, une phrase rituelle pour exorciser la peur de Noé (le jeune Anton Balekdjian) pour regarder sous le lit, revient à plusieurs reprises : « Pas de poil, pas de plume, pas de griffe, pas d'écaille ».
- Parmi les cartes à collectionner en vogue dans l'école de Noé, Marc (Edouard Baer) repère celle de « Timor le fangeux », qui « asphixie ses adversaires en pétant »... Son commentaire : « N'importe quoi... »
- Le tournage a eu lieu notamment aux studios SETS de Stains[1].